# Caia e São Pedro
Caia e São Pedro is een plaats (freguesia) in de Portugese gemeente Elvas en telt 3779 inwoners (2001).